# Tombolo, paradis noir

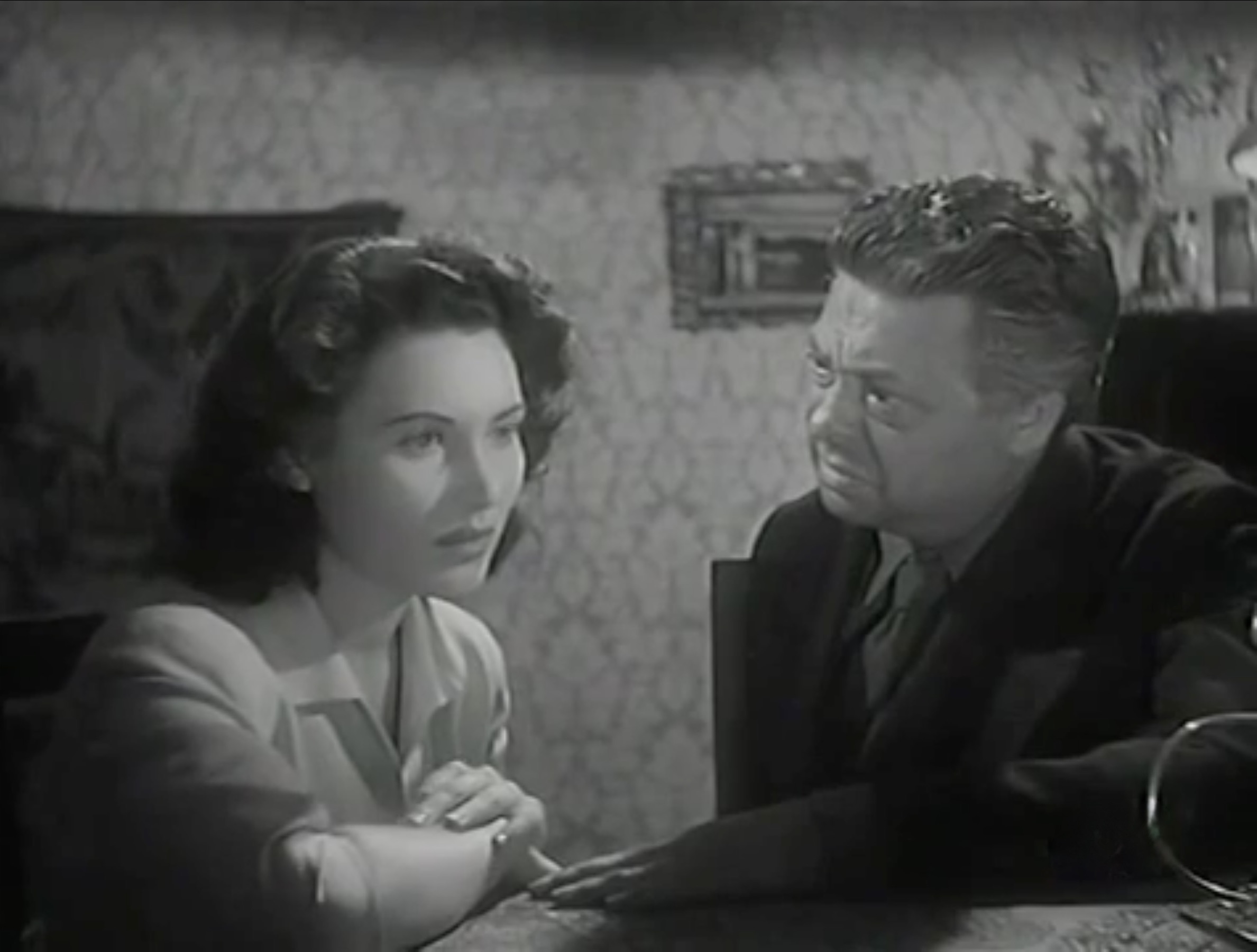
Adriana Benetti et Aldo Fabrizi dans une scène du film.

Tombolo, paradis noir (Tombolo, paradiso nero) est un film italien réalisé par Giorgio Ferroni, sorti en 1947.

## Synopsis
Andrea trouve du travail comme magasinier à Livourne et plus tard sa femme décéde pendant la Seconde Guerre mondiale alors que leur fille est portée disparue. Un jour, l'homme découvre que sa fille aînée est vivante et se prostitue en présence de Il Ciclista, un criminel recherché par la police locale.

## Fiche technique
- Titre original : Tombolo, paradiso nero
- Titre français : Tombolo, paradis noir
- Réalisation : Giorgio Ferroni
- Scénario : Giorgio Ferroni, Indro Montanelli, Glauco Pellegrini, Rodolfo Sonego, Pierro Tellini
- Photographie : Piero Portalupi
- Musique : Amedeo Escobar
- Production : Incine Industria Cinematografica Italiana
- Pays :  Italie
- Durée : 94 minutes
- Dates de sortie : 
  - Italie : 25 octobre 1947
  - France : 8 décembre 1950

## Distribution
- Aldo Fabrizi : Andrea
- Adriana Benetti : Anna
- Luigi Tosi : Renzo
- Nada Fiorelli : Elvira
- Dante Maggio : Agostino
- Luigi Pavese : Pugliesi
- John Kitzmiller : Jack
- Franca Marzi : Lidia
- Elio Steiner : Alfredo